# Michael Andrews
Michael Peter "Mike" Andrews, även känd under artistnamnet Elgin Park, född 17 november 1967 i San Diego i Kalifornien, är en amerikansk multiinstrumentalist, producent och kompositör. Han är mest känd för sin version av Tears for Fears-låten "Mad World", som han spelade in tillsammans med Gary Jules för filmen Donnie Darko år 2001. Denna tolkning blev en stor framgång och nådde förstaplatsen på den brittiska singellistan under julen 2003.

## Karriär och musikstil
Andrews började sin karriär som sångare och gitarrist i bandet The Origin, som var aktivt under början av 1990-talet. Efter bandets upplösning gick han med i soul-jazzgruppen The Greyboy Allstars, där han använder artistnamnet Elgin Park.
Som kompositör är Andrews känd för sin förmåga att skapa stämningsfull och känslomässig musik, ofta med hjälp av ovanliga instrument och analog utrustning. Han har en förkärlek för att använda vintage-synthar, modifierade pianon och andra unika ljudkällor för att skapa sina kompositioner.

## Diskografi

### Album
- 2000 – Elgin Park
- 2006 – Hand on String
- 2012 – Spilling a Rainbow

### Singlar
| År   | Singel                       | Listpositioner | Listpositioner | Listpositioner     | Listpositioner | Listpositioner | Listpositioner | Listpositioner | Listpositioner | Listpositioner |
| År   | Singel                       | Australien     | Österrike      | Belgien (Flandern) | Danmark        | Frankrike      | Tyskland       | Nederländerna  | Sverige        | Schweiz        |
| ---- | ---------------------------- | -------------- | -------------- | ------------------ | -------------- | -------------- | -------------- | -------------- | -------------- | -------------- |
| 2001 | "Mad World" (med Gary Jules) | 28             | 13             | 23                 | 2              | 30             | 3              | 4              | 10             | 23             |

## Filmografi (i urval)

### Filmer
| År   | Titel                                     | Regissör(er)               | Studio(s)                                                                             |
| ---- | ----------------------------------------- | -------------------------- | ------------------------------------------------------------------------------------- |
| 2001 | Donnie Darko                              | Richard Kelly              | Newmarket Films                                                                       |
| 2001 | Snowbiz                                   | The Malloys                | Touchstone Pictures                                                                   |
| 2002 | Orange County                             | Jake Kasdan                | Paramount Pictures                                                                    |
| 2002 | Brainstorm                                | Vincenzo Natali            | Pandora Cinema                                                                        |
| 2005 | Me and You and Everyone We Know           | Miranda July               | IFC Films                                                                             |
| 2006 | Unaccompanied Minors                      | Paul Feig                  | Warner Bros.                                                                          |
| 2007 | Walk Hard: The Dewey Cox Story            | Jake Kasdan                | Columbia Pictures                                                                     |
| 2009 | Funny People                              | Judd Apatow                | Universal Pictures                                                                    |
| 2010 | Cyrus                                     | Jay Duplass Mark Duplass   | Fox Searchlight Pictures                                                              |
| 2010 | I min vildaste fantasi                    | Jim Field Smith            | DreamWorks Pictures                                                                   |
| 2011 | Bridesmaids                               | Paul Feig                  | Universal Pictures                                                                    |
| 2011 | Bad Teacher                               | Jake Kasdan                | Columbia Pictures                                                                     |
| 2011 | Jeff, Who Lives at Home                   | Jay Duplass Mark Duplass   | Paramount Vantage                                                                     |
| 2012 | The Five-Year Engagement                  | Nicholas Stoller           | Universal Pictures                                                                    |
| 2012 | Den ovillige fundamentalisten             | Mira Nair                  | IFC Films                                                                             |
| 2013 | The Heat                                  | Paul Feig                  | 20th Century Fox                                                                      |
| 2014 | Bad Neighbours                            | Nicholas Stoller           | Universal Pictures                                                                    |
| 2014 | Tammy                                     | Ben Falcone                | Warner Bros. New Line Cinema                                                          |
| 2014 | Sex Tape                                  | Jake Kasdan                | Columbia Pictures                                                                     |
| 2015 | The Adderall Diaries                      | Pamela Romanowsky          | A24                                                                                   |
| 2015 | Daddy's Home                              | Sean Anders                | Paramount Pictures Red Granite Pictures Gary Sanchez Productions                      |
| 2016 | Dirty Grandpa                             | Dan Mazer                  | Lionsgate                                                                             |
| 2016 | Bad Neighbours 2                          | Nicholas Stoller           | Universal Pictures                                                                    |
| 2017 | Daddy's Home 2                            | Sean Anders                | Paramount Pictures Gary Sanchez Productions                                           |
| 2017 | The Big Sick                              | Michael Showalter          | FilmNation Entertainment Apatow Productions Amazon Studios                            |
| 2018 | I Feel Pretty                             | Abby Kohn Marc Silverstein | Voltage Pictures Wonderland Sound and Vision STXfilms                                 |
| 2018 | Instant Family                            | Sean Anders                | Paramount Pictures Closest to The Hole Productions                                    |
| 2018 | Second Act                                | Peter Segal                | STXfilms Huayi Brothers Pictures                                                      |
| 2019 | Against the Clock                         | Mark Polish                | Benaroya Pictures Gravitas Ventures                                                   |
| 2019 | Always Be My Maybe                        | Nahnatchka Khan            | Netflix                                                                               |
| 2020 | The Lovebirds                             | Michael Showalter          | Quinn's House 3 Arts Entertainment Media Rights Capital Paramount Pictures Netflix    |
| 2020 | The King of Staten Island                 | Judd Apatow                | Apatow Productions Perfect World Pictures Paramount Pictures                          |
| 2021 | Ja-dagen                                  | Miguel Arteta              | Netflix                                                                               |
| 2021 | Roadrunner: A Film About Anthony Bourdain | Morgan Neville             | Focus Features                                                                        |
| 2022 | The Bubble                                | Judd Apatow                | Apatow Productions Netflix                                                            |
| 2023 | You Hurt My Feelings                      | Nicole Holofcener          | Likely Story FilmNation Entertainment A24                                             |
| 2023 | Totally Killer                            | Nahnatchka Khan            | Blumhouse Television Divide/Conquer Amazon Studios                                    |
| 2024 | Bit för beat                              | Morgan Neville             | The Lego Group Tremolo Productions I Am Other Focus Features                          |
| 2025 | You're Cordially Invited                  | Nicholas Stoller           | Amazon MGM Studios Gloria Sanchez Productions Hello Sunshine Stoller Global Solutions |

### TV-serier
- 1999–2000 – Nollor och nördar (TV-serie)
- 2001–2002 – Panik i plugget (TV-serie)
- 2004 – Wonderfalls (TV-serie)
- 2011 – New Girl (TV-serie)
- 2012 – Ben and Kate (TV-serie)
- 2016 – Togetherness (TV-serie)
- 2017 – The Zen Diaries of Garry Shandling (TV-serie)
- 2019 – Friends from College (TV-serie)
- 2021 – Spökenas stad (TV-serie)
- 2022 – Superdövis (TV-serie)
- 2023–2024 – Platonic (TV-serie)